# Lac File Axe
Lac File Axe är en sjö i Kanada.   Den ligger i regionen Saguenay–Lac-Saint-Jean och provinsen Québec, i den östra delen av landet, 600 km norr om huvudstaden Ottawa. Lac File Axe ligger 451 meter över havet. Arean är 29,3 kvadratkilometer. Den sträcker sig 16,2 kilometer i nord-sydlig riktning, och 7,7 kilometer i öst-västlig riktning.
Trakten runt Lac File Axe är nära nog obefolkad, med mindre än två invånare per kvadratkilometer.